# Зюдев (остров, Россия)
Зю́дев — остров в Каспийском море. Находится вблизи устья Волги.
Остров имеет продолговатую форму, он вытянут с севера на юг вдоль небольшого полуострова, от которого отделён проливом шириной 3 км. Длина острова 23 км при максимальной ширине 5,5 км.
Административно остров Зюдев принадлежит Астраханской области. Часть его западного побережья входит в Астраханский заповедник.
Берега низкие, целиком покрытые тростником.